# Joppa elegantula
Joppa elegantula är en stekelart som beskrevs av Cresson 1868. Joppa elegantula ingår i släktet Joppa och familjen brokparasitsteklar. Inga underarter finns listade i Catalogue of Life.